# HD 20781 c
HD 20781 c est une exoplanète orbitant autour de l'étoile HD 20781, elle a été découverte en 2011.